# Wyszadki
Wyszadki (biał. Вышадкі; ros. Вышедки) – wieś na Białorusi, w obwodzie witebskim, w rejonie głębockim, w sielsowiecie Koroby.

## Historia
W czasach zaborów wieś w gminie Wierzchnie, w powiecie dzisieńskim, w guberni wileńskiej Imperium Rosyjskiego.
W latach 1921–1945 wieś leżała w Polsce, w województwie wileńskim, w powiecie dziśnieńskim, w gminie Wierzchnie, od 1929 roku w gminie Głebokie.
Według Powszechnego Spisu Ludności z 1921 roku zamieszkiwało tu 186 osób, wszystkie były wyznania rzymskokatolickiego i zadeklarowały polską przynależność narodową. Było tu 39 budynków mieszkalnych. W 1931 w 42 domach zamieszkiwały 184 osoby.
Wierni należeli do parafii rzymskokatolickiej w Konstantynowie i prawosławnej w miejscowości Wierzchnie. Miejscowość podlegała pod Sąd Grodzki w Głebokiem i Okręgowy w Wilnie; właściwy urząd pocztowy mieścił się w Wierzchni.
W wyniku napaści ZSRR na Polskę we wrześniu 1939 miejscowość znalazła się pod okupacją sowiecką. 2 listopada została włączona do Białoruskiej SRR. Od czerwca 1941 roku pod okupacją niemiecką. W 1944 miejscowość została ponownie zajęta przez wojska sowieckie i włączona do Białoruskiej SRR.
Od 1991 w składzie niepodległej Białorusi.